# タナックス
タナックス株式会社は、オートバイ用品、ゴルフ用品、自転車用品を製造、販売する企業である。

## 沿革
- 1947年（昭和22年） - 田中製作所として自転車用バックミラーなどの製造開始。
- 1977年（昭和52年） - オートバイ用ミラーNAPOLEONシリーズを販売。
- 1980年（昭和55年） - 自動車用品ブランドFIZZシリーズを発売。
- 1983年（昭和58年） - 自動車用キャリアFORTRESSを発売。
- 1986年（昭和61年） - スポーツ、レジャー用品に進出。
- 1991年（平成3年） - 社名を株式会社ナポレックスに変更。
- 1995年（平成7年）7月1日 - 二輪車部門を株式会社ナポレックスより業務移管し、新会社タナックス株式会社として分社。千葉県市川市南行徳4-1-1にて営業開始。
- 1997年（平成9年）12月1日 - 南行徳より流山市後平井へ移転。
- 1998年（平成10年） - オリジナル自動車用品の発売開始。
- 2002年（平成14年） - オベロンブランド商品 二輪代理店業務開始。
- 2010年（平成22年）6月21日 - 大阪営業所を大阪府大阪市東住吉区住道矢田5-5-9から現住所に移転。
- 2022年（令和4年）2月14日- 本社現住所へ移転。
- 2023年（令和5年）CHIGEE社とパートナーシップを結び　SRS-001　スマートライドモニターを発売

## 取扱いブランド
- NAPOLEON - 二輪車用ミラー
- MOTO FIZZ - 二輪車用バッグ、アクセサリー、エレクトリック関連、リペアパーツ
- PIT GEAR - メンテナンス関連
- VELOGARAGE（ヴェロガレージ）